# Olympische Sommerspiele 1900/Leichtathletik – 1500 m (Männer)
Der 1500-Meter-Lauf der Männer bei den Olympischen Spielen 1900 in Paris wurde am 15. Juli 1900 im Croix Catelan ausgetragen. Olympiasieger wurde der Brite Charles Bennett. Der Franzose Henry Deloge gewann die Silbermedaille. Bronze ging an den US-Amerikaner John Bray.

## Rekorde
Die damals bestehenden Weltrekorde waren noch inoffiziell.
| Weltrekord         | 4:09,0 min | John Bray   | USA        | 1900                                          |
| Olympischer Rekord | 4:33,2 min | Edwin Flack | Australien | Finale OS Athen (Griechenland), 7. April 1896 |

Folgende Rekorde wurden bei diesen Olympischen Spielen im 1500-Meter-Lauf gebrochen oder eingestellt:
| WR | 4:06,2 min | Charles Bennett | Großbritannien | Finale, 15. Juli |

## Medaillen
Wie schon bei den I. Olympischen Spielen vier Jahre zuvor gab es jeweils eine Silbermedaille für den Sieger und Bronze für den zweitplatzierten Athleten. Der Sportler auf Rang drei erhielt keine Medaille.

## Ergebnisse

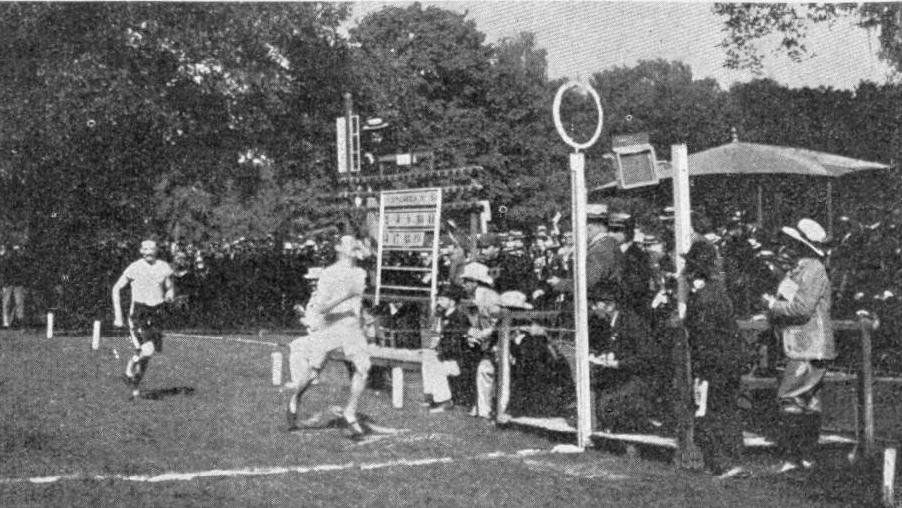
Zieleinlauf: Charles Bennet setzte sich durch und wurde Olympiasieger

15. Juli 1900
| Platz                     | Name                  | Land           | Rückstand | Zeit (min) |           |
| ------------------------- | --------------------- | -------------- | --------- | ---------- | --------- |
| 1                         | Charles Bennett       | Großbritannien |           | 4:06,2     | WR        |
| 2                         | Henry Deloge          | Frankreich     | 05 yds    | 4:06,6     | geschätzt |
| 3                         | John Bray             | USA            | 25 yds    | 4:07,2     | geschätzt |
| 4                         | David Hall            | USA            | 27 yds    | unbekannt  |           |
| 5                         | Christian Christensen | Dänemark       |           | unbekannt  |           |
| 6                         | Hermann Wraschtil     | Österreich     |           | unbekannt  |           |
| Weitere Final- Teilnehmer | Louis Segondi         | Frankreich     |           | unbekannt  |           |
| Weitere Final- Teilnehmer | John Rimmer           | Großbritannien |           | unbekannt  |           |
| Weitere Final- Teilnehmer | Ondřej Pukl           | Böhmen         |           | unbekannt  |           |

### Rennverlauf und Zeiten
Die Entscheidung über 1500 Meter fiel in einem einzigen Rennen. Die ursprünglich ebenfalls gemeldeten John Cregan aus den USA und der Kanadier Alex Grant verzichteten aus religiösen Gründen, da an einem Sonntag gelaufen wurde. Der Kanadier George Orton zog den am selben Tag stattfindenden 2500-Meter-Hindernislauf vor, den er dann auch gewann. Die Rundbahn im Stadion „Bois de Boulogne“ hatte eine Länge von 500 Metern, so dass genau drei Runden zu laufen waren. Bennett und Deloge führten das Feld nach 1:21,2 Minuten ausgangs der ersten Runde an. Auf der zweiten Runde wurde das Tempo verschleppt, für diese Runde wurden fast 1:35 Minuten gebraucht. Bennett und Deloge lagen weiterhin vorn. Auf den letzten Metern setzte sich Bennett von dem Franzosen ab und gewann mit 5 Yards Vorsprung. Bray und Hall folgten weitere 20 bzw. 22 Yards dahinter. Bennetts letzte Runde (500 m) war mit 1:10,2 Minuten auch für spätere Zeiten erstaunlich schnell. So erreichte er trotz der langsamen mittleren Runde einen neuen Weltrekord. Allerdings wurde seine Zeit gegenüber dem damaligen Rekord über eine Meile (gut 100 m länger) als deutlich schwächer angesehen. Den Meilenweltrekord der Amateure hielt der Ire Thomas Conneff in 4:15,6 min, jener der Professionals stand sogar bei 4:12,8 min.
Die angegebenen Endzeiten sind bei zur Megede und auf der IOC-Seite übereinstimmend benannt, wobei der Buchautor die Leistungen für den Zweiten und Dritten als geschätzt klassifiziert. Bei SportsReference sind die oben aufgelisteten Abstände zu finden. Sowohl die SportsReference- als auch die IOC-Seite benennen die Belegung der Ränge sieben und acht, die bei zur Megede nicht zu finden sind. Auch er geht allerdings davon aus, dass diese Plätze belegt waren, er benennt als Neunten den Deutschen Albert Werkmüller. Bei zur Megede sind außerdem Platz vier und fünf genau umgekehrt gelistet.

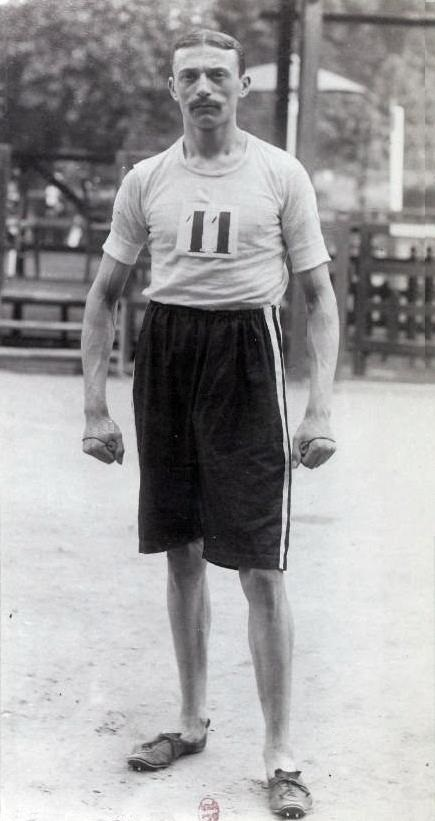
Henry Deloge errang den zweiten Platz
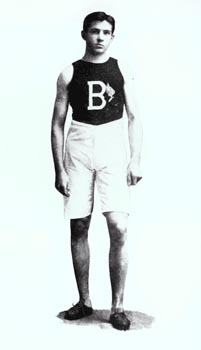
David Hall belegte Rang vier und wurde am nächsten Tag Dritter über 800 Meter